# Sugihwaras (Kalitengah)
Sugihwaras is een bestuurslaag in het regentschap Lamongan van de provincie Oost-Java, Indonesië. Sugihwaras telt 2684 inwoners (volkstelling 2010).